# Nový rybník u Soběslavi (přírodní památka)
Nový rybník u Soběslavi je přírodní památka v severní části města Soběslav, která spadá do okresu Tábor v severovýchodní části Jihočeského kraje. Rybník leží v nivě Černovického potoka. Celá oblast má rozlohu asi 22,45 ha (bylo zřízeno ochranné pásmo podél hranic přírodní památky, bez udání přesné výměry, samotný rybník má plochu asi kolem 14 ha). Přírodní památkou byl Nový rybník a jeho okolí vyhlášeno roku 1949, v té době měla oblast ještě 67 ha, ale v roce 1997 se plocha zmenšila na 22,45 ha hlavně v důsledku intenzivního nárůstu zemědělského a rybářského využití nebo zastavování okolních oblastí. Celá přírodní památka byla od šedesátých let 20. století těžce devastována, mnoho organismů vymizelo. V době založení se tu však vyskytovala obrovská diverzita fauny (hnízdiště vodní a mokřadní avifauny a mokřadní entomofauna) a flory s několika extrémně vzácnými druhy. Nacházely se zde také plovoucí ostrovy, které jsou nyní usazené na východní straně rybníka.

## Lokalita
Město Soběslav se nachází v Jihočeském kraji v okrese Tábor, asi 40 km od Českých Budějovic. Městem vede silnice e55 a také zde probíhá stavba nové dálnice D3, leží tedy na důležitém spoji mezi Prahou a Českými Budějovicemi. Celá okolní krajina je poseta rašenilišti, poli a rybníky, je tedy zřejmé, že rybníky jsou už součástí krajiny, což však neznamená, že mají vždy pozitivní vliv na místní ekosystém. Chovné rybníky, pro jihočeskou oblast typické, zde mají velký podíl na utváření charakteru krajiny a místní ekosystémy. Zejména přikrmování a z toho plynoucí zvýšené množství živin v rybníku má za následek nárůst množství fytoplanktonu, řas a sinic. Vysazování kaprů v rybníce má za následek vytlačení ostatních živočichů, např. obojživelník (jako v případě Nového rybníka), což může mít katastrofální následky. Také se zde nachází mnoho intenzivně obdělávaných zemědělských polí v blízkosti rybníků, což rovněž přispívá k zvýšení koncentrace živin, jež se dostanou do rybníka. 

## Historie
Oblast byla vyhlášena přírodní památkou v roce 1949 (vyhlášeno Ministerstvem školství, věd a umění) z důvodu unikátní druhové diverzity a výskytu plovoucích ostrůvků, které se nyní usadily na východní straně rybníka. Několikaletým vypuštěním v polovině 20. století původně plovoucí ostrůvky srostly. Velká druhová diverzita zde existovala přibližně do 60. let 20. století. Nejkritičtější období narušování ekosystému bylo mezi roky 1970 a 2000, kdy se rybník hojně využíval pro hospodářské účely. Následkem tohoto neuváženého hospodaření je ekosystém značně poničen a došlo k vymizení většiny vzácných druhů. Některé části přírodní památky byly dokonce zastavěny, což byl hlavní důvod k zmenšení její plochy (1997) z 67 na 22 ha. Protože nejsou přesně vytyčené hranice, je nesnadné určit dřívější výměru, památka však částečně zasahovala do dnes již zastavěného okolí na východní a jižní straně rybníka.

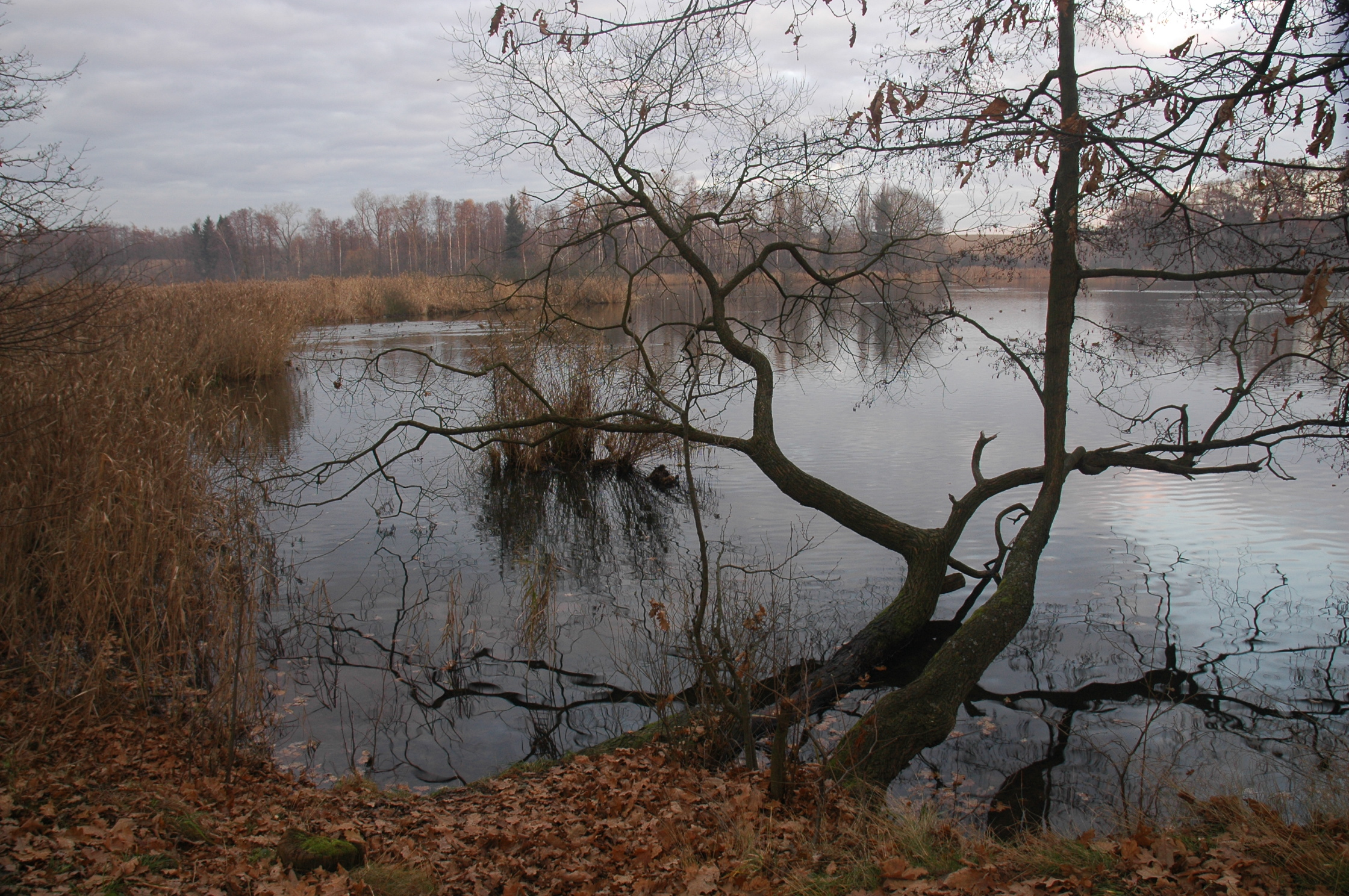
Srostlé ostrovy na východní straně rybníka

## Přírodní poměry

### Geologie
Geologický podklad tvoří pararuly z období moldanubika, které překrývají terciérní sedimenty neogénu, na ně nasedají kvartérní fluviální sedimenty. Také se zde nacházejí organogenní sedimenty.

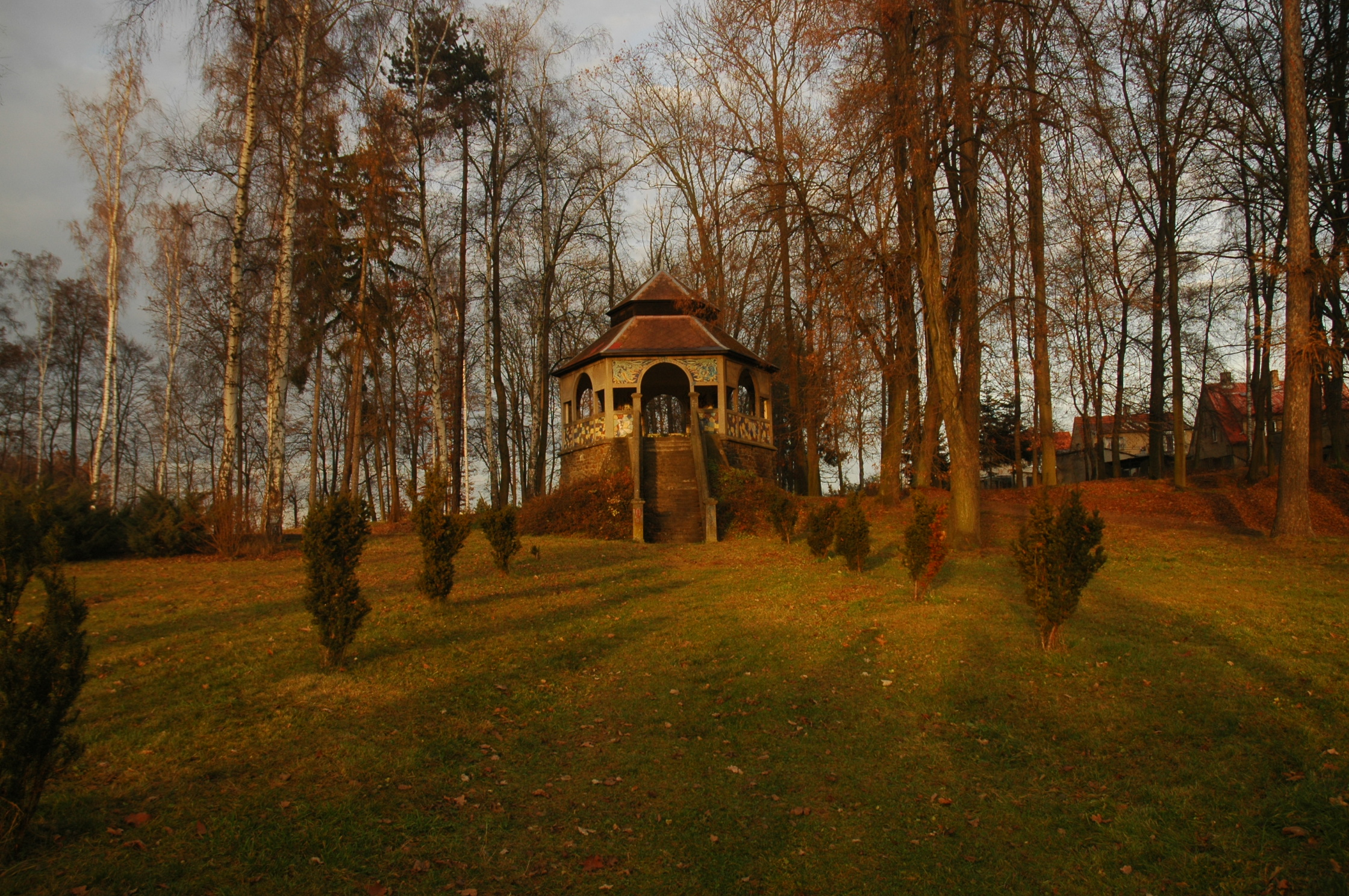
Na fotce je vidět altánek a v pozadí rodinné domky v blízkosti rybníka

### Hydrologie
Území se nachází v severní části města Soběslav (soutok Lužnice a Černovického potoka v povodí Vltavy), rybník je napájen náhonem z Černovického potoka, do kterého i odtéká. Plocha rybníka je asi 14 ha, ale k rybářskému využití je vhodná přibližně polovina, velká část rybníka je zarostlá srostlými ostrovy. Rybník se využívá k rybářským účelům, chová se v něm kapr, cyklus je dvouhorkový, to znamená dvouletý hospodářský cyklus.

### Flóra
Jeden z důvodů vyhlášení přírodní památky byla vysoká diverzita místní flóry, ale díky četným vnějším zásahům se již většina ohrožených druhů v prostoru přírodní památky nevyskytuje (nebo nebyly v posledních průzkumech potvrzeny). Jedna z hlavních příčin ústupu diverzity flóry byla rybářská a zemědělská činnost v těsné blízkosti rybníka. Místní flóra je typická pro charakter rybníka, vyskytují se zde tedy vegetační poměry vázané na eutrofní rybníky. Mezi významné zástupce patří například vegetace vzplývavých makrofyt svazu Nymphaeion albae se stulíkem žlutým (Nuphar lutea) nebo rdestem vzplývavým (Potamogeton natans), dobře vyvinuté litorální rákosiny (sv. Phragmition communis), které se vyskytují hlavně v severní části rybníka, kde můžeme najít rákos obecný (Phragmites australis), nebo zblochan vodní (Glyceria maxima), dále se zde vyskytují bažinné olšiny (sv. Alnion glutinosae). Ohrožené druhy, které byly zjišteny v průzkumu roku 2001: ostřice dvouřadá (Carex disticha), ostřice Hartmanova (Carex hartmanii), ostřice nedošáchor (Carex pseudocyperus), rozpuk jízlivý (Cicuta virosa), prstnatec májový (Dactylorhiza majalis), svízel severní (Galium boreale), voďanka žabí (Hydrocharis morsus-ranae), bazanovec kytkokvětý (Lysimachia thyrsiflora), mochna bahenní (Potentilla palustris), ptačinec bahenní (Stellaria palustris), kapradiník bažinný (Thelypteris palustris), kozlík dvoudomý (Valeriana dioica). Druhy které byly potvrzeny při průzkumu v roce 2008: prstnatec májový (Dactylorhiza majalis), svízel severní (Galium boreale), kapradiník bažinný (Thelypteris palustris), kozlík dvoudomý (Valeriana dioica).

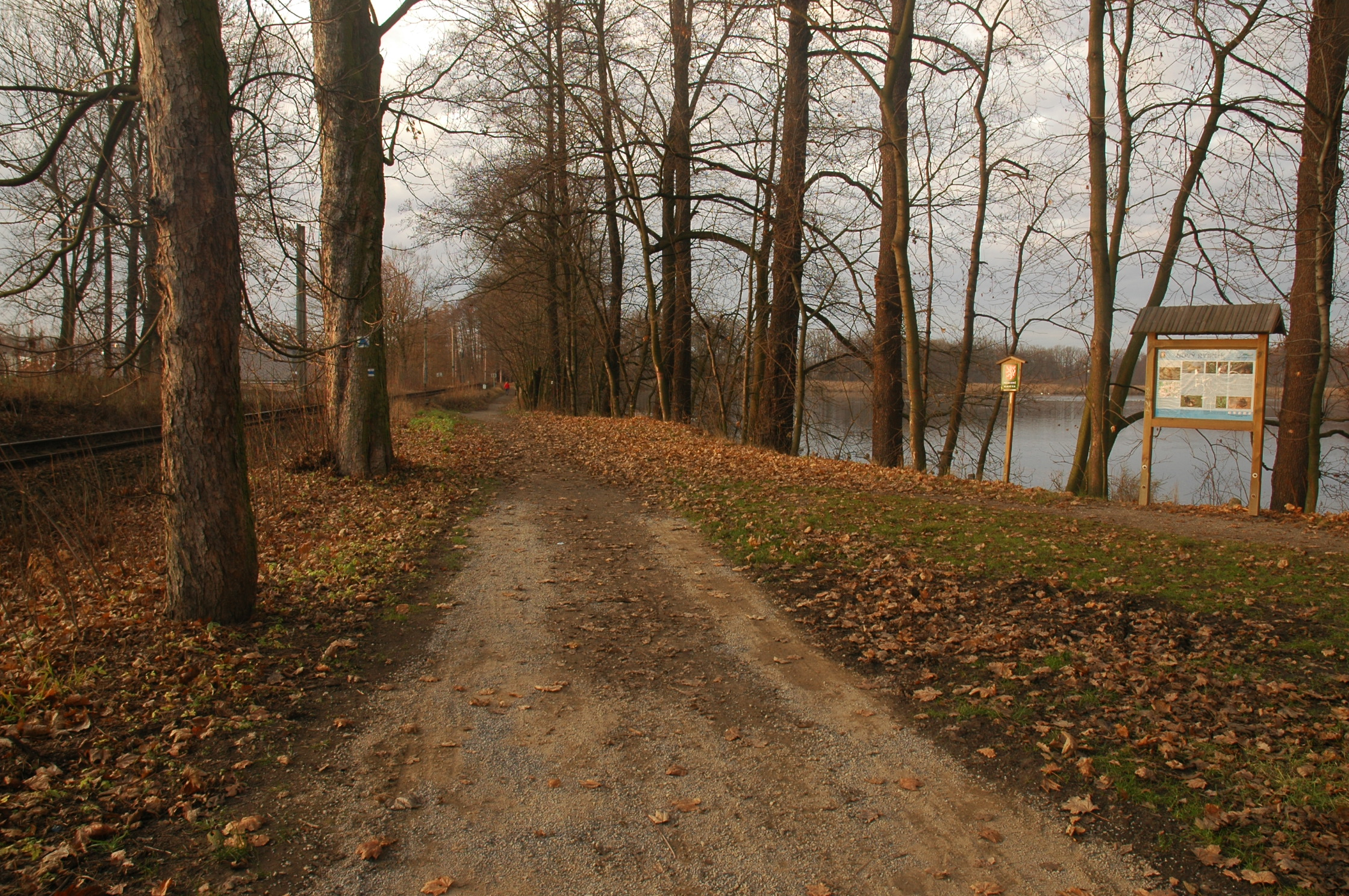
Vlaková trať a turistická stezka jsou v těsné blízkosti rybníka

### Fauna
V chráněném území byl zaznamenán (na jednom z pouhých tří míst v České republice) velmi vzácný mokřadní pavouk pavučenka plavá (Hypomma fulvum) z čeledi plachetnatkovitých. Přímo z této lokality byla poprvé popsána poskočilka Copidosoma extraneum z čeledi blanokřídlých (Hymenoptera). Další zástupci jsou z čeledí jesnovačovitých (Theridiiae), čelistnatkovitých (Tetragnathidae), křižákovitých (Aranediae), slíďákovitých (Lycosidae), píďalkovitých (Geometridae), soumračkovitých (Hysperiidae), modráskovitých (Lycaenidae) nebo babočkovitých (Nymphalidae). Dále můžeme nalézt brouky z řádů mandelinkovitých (Chrysomelidae), slunéčkovitých (Coccinellidae), páteříčkovitých (Cantharidae) a střevlíkovitých (Carabidae). Na usedlých plovoucích ostrovech byly zjišteny druhy: sekáč chobotnička (Platybunus bucephalus), drabčík Philonthus fumarius, vzácní střevlíčci Pterostichus aterrimus a Paradromius longiceps.
Z vodního ptactva tu dnes najdeme hnízdit jenom typické zástupce jako potápka malá (Tachybaptus ruficollis), rákosník obecný (Acrocephalus scirpaceus), strnad rákosní (Emberiza schoeniclus), labuť velká (Cygnus olor), lyska černá (Fulica atra), dále pak kachna divoká (Anas platyrhynchos) a polák velký (Aythia ferina). Dále se zde mohou vyskytovat jedinci jako rorýs obecný (Apus apus), vlaštovka obecná (Hirundo rustica), slavík obecný (Luscinia megarhynchos), cvrčilka slavíková (Locustella luscinioides), volavka popelavá (Ardea cinerea), žluva hajní (Oriolus oriolus), hnízdiště však potvrzena nebyla. Přesto, že se zde dají nalézt stopy po vydře říční (Lutra lutra), většina obratlovců po šedesátých letech 20. století vymizela. Dříve zde byl k nalezení např. bukáček malý (Ixobrychus minutus), nebo kvakoš noční (Nycticorax nycticorax), pro louky byl běžný výskyt sysla obecného (Spermophilus citellus). Z obojživelníků a plazů se zde vyskytují různé druhy skokanů a byly pozorovány slepýš křehký (Anguis fragilis) a užovka obojková (Natrix natrix), od obou druhů však jen jeden zástupce. Pro shrnutí můžeme říct, že se zde vyskytují převážně druhy typické pro odpovídající stanoviště, dříve zjištěné druhy bezobratlých se zde pravděpodobně (vzhledem ke stavu lokality) nevyskytují.

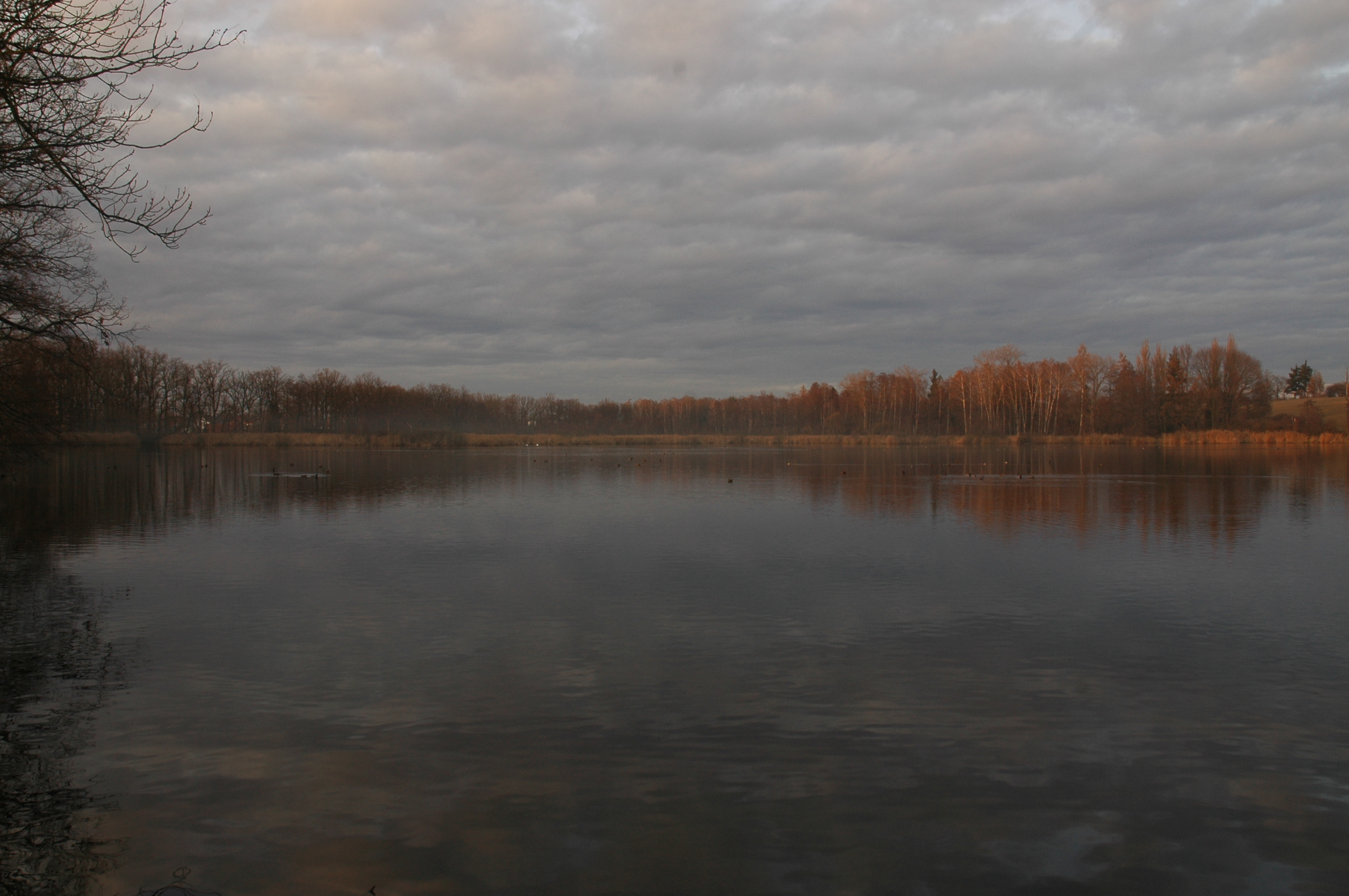
Pohled na východní část s ostrovy

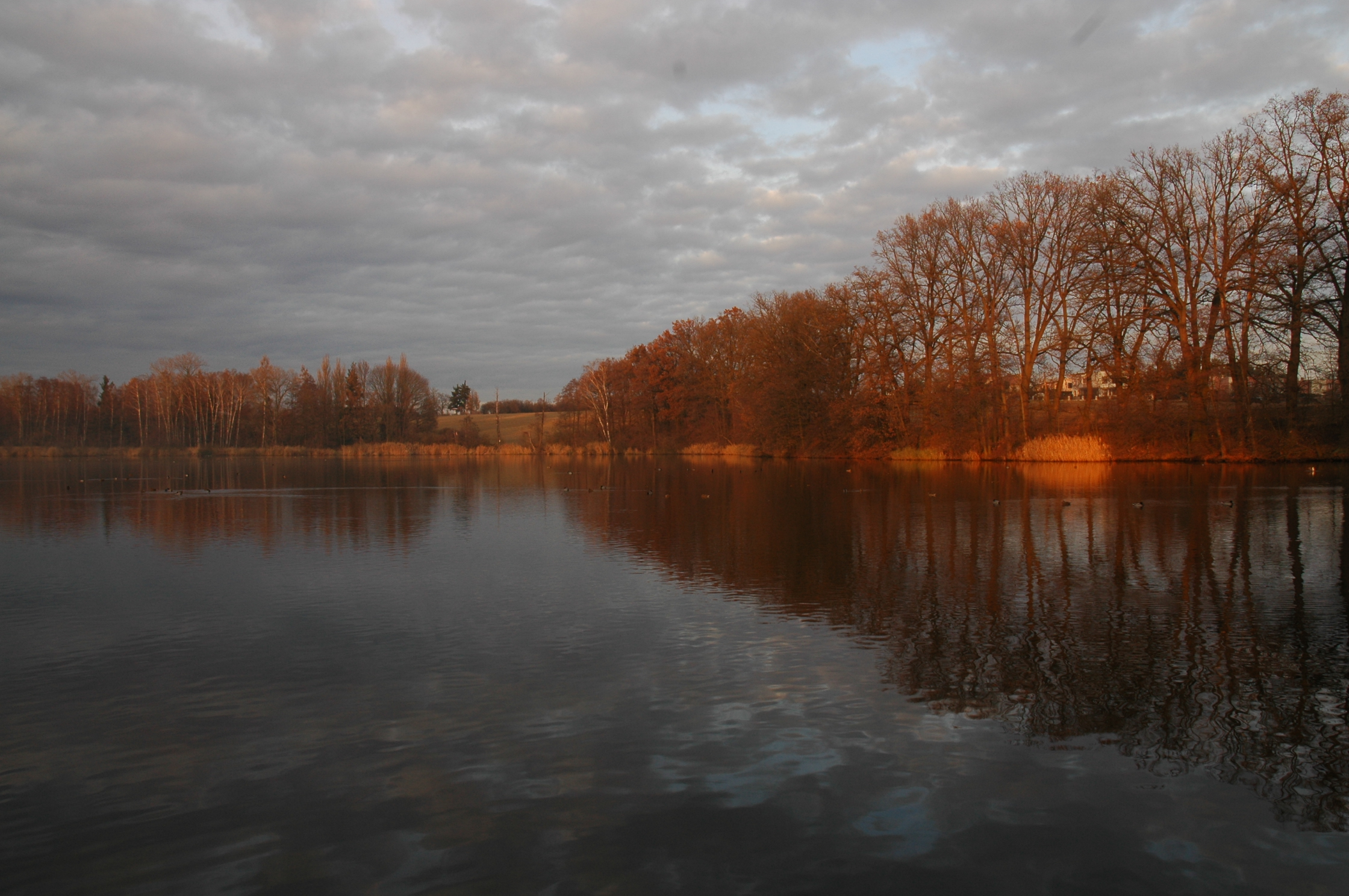
Pohled na západní část

### Turismus
Vzhledem k tomu, že se lokalita nachází v blízkosti centra města, je rybník často navštěvován turisty. Na jižní hranici přírodní památky se nachází altánek (vedle něhož se nachází i malé dětské hřiště), který je častým cílem turistů, za několik desítek let existence je však již ve značně devastovaném stavu ať už v důsledku četných zásahů ze stran obyvatel nebo jenom prostého zanedbání. Samo město Soběslav má také celkem bohatou historii a mnoho historických památek (např. pozůstatky rožmberského hradu Hláska), což přispívá ke zvýšenému turistickému ruchu v oblasti.

## Plán ochrany
Prvotní plán ochrany je řízené využívání rybníka pro zachování vodních makrofyt. Jedním z problémů jsou splachy z polí blízko rybníka a vzhledem k umístění také vysoká návštěvnost lokality, která může mít negativní vliv na hnízdění ptáků; k tomu neblaze přispívala i železniční trať České Budějovice – Praha v těsné blízkosti rybníka, ta je však od roku 2022 zrušená. Rybník je také od 60. let 20. století hojně rybářsky využíván, chová se zde kapr, a i po úpravách hospodaření v 90. letech 20. století je kvalita vody na špatné úrovni. Louky v severozápadní části jsou opět koseny, jsou vyvíjeny i snahy částečně redukovat náletové dřeviny. V současné době jsou v severní části budovány malé rybníčky, což má ale za následek zánik komplexu střídavě vlhkých luk.